# Діармайт Мак Мурхада
Діармайт Мак Мурхада (ірл. Diarmaid Mac Murchadha) — король Лейнстеру в 1126— 1 травня 1171 роках. В англійських джерелах відомий також як Демот Мак Мурроу. Фактично сприяв початку підкорення англійцями Ірландії.

## Життєпис
Походив з династії Ві Хеннселайг. Був праонуком Бріана Боройме, верховного короля Ірландії. Син Доннхада Мак Мурхади, короля Лейнстеру та Дубліну. Народився близько 1110 року. У 1115 році його батько напав на Домналла Герламхаха, короля Дубліна, але загинув у битві. Жителі Дубліна поховали його з тушею собаки, що вважалося величезною образою.
1126 року після раптової смерті свого брата Енни став королем. Проти цього виступив верховний король Ірландії Тойрделбах Ва Конхобайр, що побоювався суперництва з боку Діармайт. Тому проти останнього було відправлено Тігернаха О'Рурка, короля Брейфне, який завдав королю Лейнстера поразки, поваливши його. Втім жорстокість О'Рурка та небажання підкорятися Тойрделбаху, що був з Коннахту призвело до того, що згодом Діармайта Мак Мурхаду підтримало більшість кланів королівства Лейнстер, завдяки чому він повернувся на трон у 1132 році. З цього часу визнавав статус верховного короля Торйделбаха, а натомість почував себе незалежно.
1152 року допоміг верховному королю приборкати Тігернаха О'Рурка, що повстав (Брейфне було васалом Коннахту). Під час цього Діармайт викрав дружину останнього Дерворгіллу, хоча їй було вже 50 років, а королю Лейнстера — 42. Через декілька років під тиском Тойрделбаха повернув жінку королю Брйфне.
1156 року після смерті Тойрделбаха почалася боротьба за посаду верховного короля За підтримки північних королівств її отримав Муйрхертах Мак Лохлайнн. Втім король Лейнстеру в союзі з південними королівствами виступив проти. Але у 1157 році зазнав поразки, вимушений був визнати Муйрхертаха верховним королем та надати заручників. З цього часу король Лейнстеру підтримував Муйрхертаха Мак Лохлайнна. Втім з його ворогами з перервами тривала до 1166 року, коли загинув Мак Лохлайнн.
1166 року Тігернах О'Рурк поскаржився новому верховному королю — Руайдрі Ва Конхобайру щодо дій Діармайта у 1152 році. Руайдрі бажаючи покази свою силу та зміцнити авторитет підтримав скаргу, виступивши проти Лейнстеру. У вирішальній битві Діармайт зазнав тяжкої поразки й втратив владу. Він вимушен був тікати з острова до Вельсу. Звідти рушив до Лондона, де просив найманці в англійського короля Генріха II Плантагенета. Отримавши згоду зібрав військо, яким керували Річард де Клер, граф Пембрук, Роберт Фіцстівен та Моріс Фіцджеральд. Усім трьом були обіцяни феоди в Лейнстері.
Навесні 1169 року з англо-валлійською армією повернувся до Ірландії. В травні того ж року було захоплено Вексфорд. За цим сплюндровано королівство Осрайге, що було своєрідним буфером між Лейнстером і Коннахтом (природним володінням Руайдрі Ва Конхобайра). У відповідь верховний король наказав стратити сина Діармайта Мак Мурхади — Конхобара, а інших 2 синів осліпити. В результаті почалися перемовини в селі Фенс, де було домовлено укласти мир: Діармайт визнавався королем Лейнстеру, а Руайдрі — верховним королем Ірландії. Також король Лейнстеру зобов'язався відправити усіх найманців з острова.
У травні 1170 року Роберт Фіцстівен і Моріс Фіцджералд захопили Дублін. За цим Фіцстівен рушив на допомогу Домналлу Мору, королю Томонда, зятю Діармайта. Водночас Річард де Клер оженився на Аойфе, доньці короля Лейнстера, ставши найможливішим спадкоємцем. За цих умов де Клер вже не вважався найманцем, а інші англійські феодали були формально його васалами. Цим було покладено початок англійської колонізації острова. Через декілька місяців Діармайт Мак Мурхада помер. За цих обставин Річард де Клер запросив до Ірландії свого сюзерена — англійського короля Генріха II, який прибув до Дубліна у листопаді 1171 року. тут він коронувався на короля Ірландії (основі були папи римського Адріана IV від 1155 року). Це було підтверджено 1172 року папою римським Олександром III. На синоді в Кашелі ірландські єпископи визнали Генріха II королем Ірландії.

## Меценатство
Підтримував активну фундацію церков і монастирів. 1146 року фундував жіночий монастир Св. Марії в Дубліні, 1148 року на його кошт зведено цистерціанське абатство Балтінглас, 1151 року — жіночі монастирі в Агаді (графство Карлоу) і Кілкулліхіні (поблизу міста Вотерфорд). В наступні роки засновано августинське абатство Св. Марії в селі Фенс, церкви в Глендалосі та Кіллешині. Підтримував церковного діяча-реформатора Лоренса О'Тула.

## Родина
У нього було одночасно дві дружини: Садб Ні Фаелайн та Мор інген Мюрхертаг. В першою шлюбі мав синів Доналла Каомханаха Мак Мурхаду та Енну Сенселах Мак Мурхаду, доньку Орлайт, дружину Домналла Мора, короля Томонда. В другому шлюбі: доньку Аойфе і сина Конхобара Мак Мурхаду.